# Заваров Олексій Іванович
Зава́ров Олексі́й Іва́нович (нар. 4 (17) березня 1917, с. Коломенське, Московська губернія, Російська імперія — 21 січня 2003, Київ, Україна) — український архітектор, один з авторів проєкту післявоєнної забудови Хрещатика. Член-кореспондент Академії мистецтв України (2001), народний архітектор Української РСР (1984), лауреат Державної премії України в галузі науки і техніки (1986). Член-кореспондент Академії містобудування СРСР, почесний член Української академії архітектури.

## Біографія
Народився у селі Коломенському (нині — територія Москви) у родині робочого. У 1925—1931 роках навчався в середній школі у Москві. Після навчання у 1931—1935 роках у Московському будівельному технікумі отримав спеціальність техніка-архітектора.
У 1936—1939 роках Заваров працював виконробом Адміністративного господарства Управління Народного комісаріату внутрішніх справ (НКВС СРСР), техніком-архітектором відділу планування Мосради, молодшим архітектором, архітектором майстерні № 8 Управління планування Мосради у м. Москві. У 1937 році спільно з Олександром Власовим архітектор розробив типовий проєкт театру на 1000 осіб, труби, греблі, каскади, бесідки в Нескучному саду для Москви, які не були реалізовані.
У 1939—1941 роках навчався в Московському архітектурному інституті, який не закінчив у зв'язку з початком війни.
Протягом 10 серпня 1941 — 14 січня 1943 року працював архітектором, заступником керівника групи цивільних споруд інституту «Промбудпроект» у Челябінську (РРФСР). Тут за його проєктами зведено гуртожитки Бакалебуду Челябінського металургійного заводу (1942—1943), житлові будинки для інженерно-технічного персоналу Челябінського трубопрокатного заводу (1942—1943). З 15 січня 1943 до 22 серпня 1944 року працював інженером-диспетчером керівника тресту «Магнітобуд» у Магнітогорську. У 1944 році виходить книга спогадів Н. Смілянського та О. Заварова «Магнитогорська шоста».
22 серпня 1944 року Заваров відновив навчання в Московському архітектурному інституті, проте залишив навчання після 6 курсу.
1945 року переїжджає до Києва і 22 червня розпочинає роботу заступником керівника майстерні № 1 Державних архітектурних майстерень в м. Києві (нині Київпроект). Під керівництвом головного архітектора Києва Олександра Власова працює над проєктами відбудови, формування, планування та забудови столиці України. Спільно з архітекторами Олександром Власовим, Анатолієм Добровольським, Олександром Малиновським та Віктором Єлізаровим працював над конкурсним проєктом відбудови Хрещатика. Проєкт був визнаний переможцем і протягом 1946—1956 років архітектор брав участь у забудові центральної вулиці столиці. У 1947 році у складі авторського колективу працював над проєктом парку на Трухановому острові у Києві (спільно з Олександром Власовим та Семеном Барзиловичем). У 1947 року його прийняли в члени Спілки архітекторів УРСР.
У 1948 році завершує навчання на архітектурному факультеті Київського державного художнього інституту. Того ж року він спроєктував комплекс головних оранжерей в Ботанічному саду (не реалізований), а також проєкт реконструкції Аносовського парку у Києві.
У складі авторського колективу в 1948 році Заваров бере участь у проєктуванні Центрального парку культури та відпочинку на схилах Дніпра у Києві (спільно з О. Власовим, А. Добровольським і М. Пінчуком). Під час облаштування парку було впорядковано Паркову дорогу, прокладено пішохідну Фестивальну алею. Найбільша споруда парку — Зелений театр на 4100 осіб (у співавторстві з О. Власовим та М. Пінчуком; 1949), який використовувався для проведення концертів, кіносеансів тощо. Елементом театру є одна з двох казематних стін колишньої військової споруди XIX століття Нової Печерської фортеці.
У 1948—1962 роках очолює архітектурну майстерню № 1 Київпроекту. У 1949 році Заваров бере участь у проєктуванні Річкового вокзалу у Києві (проєкт не реалізований). У 1955—1957 роках за проєктом архітекторів Олександра Заварова та Всеволода Суворова у Києві було зведено Парковий пішохідний міст через Дніпро. Довжина мосту 429 м, ширина — 7 м.
Протягом 1962—1964 років працював директором Науково-дослідного інституту містобудування (Діпромісто).
1964 року Заваров захищає кандидатську дисертацію за темою «Проблеми озеленення міста Києва».
У 1964–1986 роках — директор Київського зонального науково-дослідного інституту експериментального проєктування (КиївЗНДІЕП). Під керівництвом Заварова працівниками КиївЗНДІЕП розроблено проєкти унікальних будівель навчально-виховного, торговельного, лікувально-рекреаційного призначення. Найвідомішими з них є «Будинок меблів», «Будинок торгівлі» у Києві, 24-х поверховий житловий будинок у Харкові. Також за проєктами КиївЗНДІЕП будується новий житловий район у Ташкенті (Узбецька РСР), що постраждав від землетрусу. У 1986—2000 роках — старший науковий співробітник, консультант КиївЗНДІЕП (УкрЗНДІЕП).
У 1973 році був редактором видання "КиївЗНДІЕП. Громадські будівлі", а в 1982 році написав статтю "Творча співдружність" в "Будівництво та архітектура".
Серед реалізованих проєктів архітектора: пам'ятник Миколі Щорсу на бульварі Тараса Шевченка (у співавторстві з Олександром Власовим та скульптором Михайлом Лисенком, 1953), адміністративна будівля Міністерства лісового господарства на Хрещатику, 30 (1951), реконструкція Жовтневого палацу культури з глядацьким залом на 2200 осіб (у співавторстві з Анатолієм Черкаським і Генріхом Кульчицьким, первинний проєкт — Вікентій Беретті; 1958), адміністративна будівля дирекції газопроводу Дашава — Київ (відбудова споруди колишньої Фундуклеївської жіночої гімназії, у співавторстві з Р. Книжником; 1952), житлові будинки на Повітрофлотському шосе, 52, 54, 56 (у співавторстві із С. Шпільтом; 1955), житловий масив Чоколівка (Першотравневий; у співавторстві із С. Шпільтом та Л. Брехунцем; 1956–1970-ті), експериментальний житловий будинок малометражного планування (у співавторстві з Георгієм Колесовим; 1957), будівля Київської міської ради (у співавторстві з Олександром Власовим, Олександром Малиновським; 1956), Київський палац спорту (у співавторстві з Михайлом Гречиною; 1960); павільйон Міністерства торгівлі УРСР на Всесоюзній сільськогосподарській виставці у Москві (1962), пам'ятник Тарасові Шевченку в с. Шевченковому Черкаської облості, пам'ятник жертвам фашизму у Золотоноші Черкаської області.
У період переходу до масового житлового будівництва за типовими проєктами, які зводили індустріальними методами, Заваров проєктував житлові райони Києва: Відрадний, Микільська Борщагівка, Березняки. Одним з останніх його авторських проєктів була забудова району Теремки-1, де закладена низка прогресивних ідей: безперервна різноповерхова забудова та наближення до споживача системи обслуговування.
Діапозон наукових інтересів Заварова — 42 наукові праці та 9 винаходів. Під його керівництвом було захищено 5 дисертацій.
Помер 21 січня 2003 року у Києві.

## Зображення

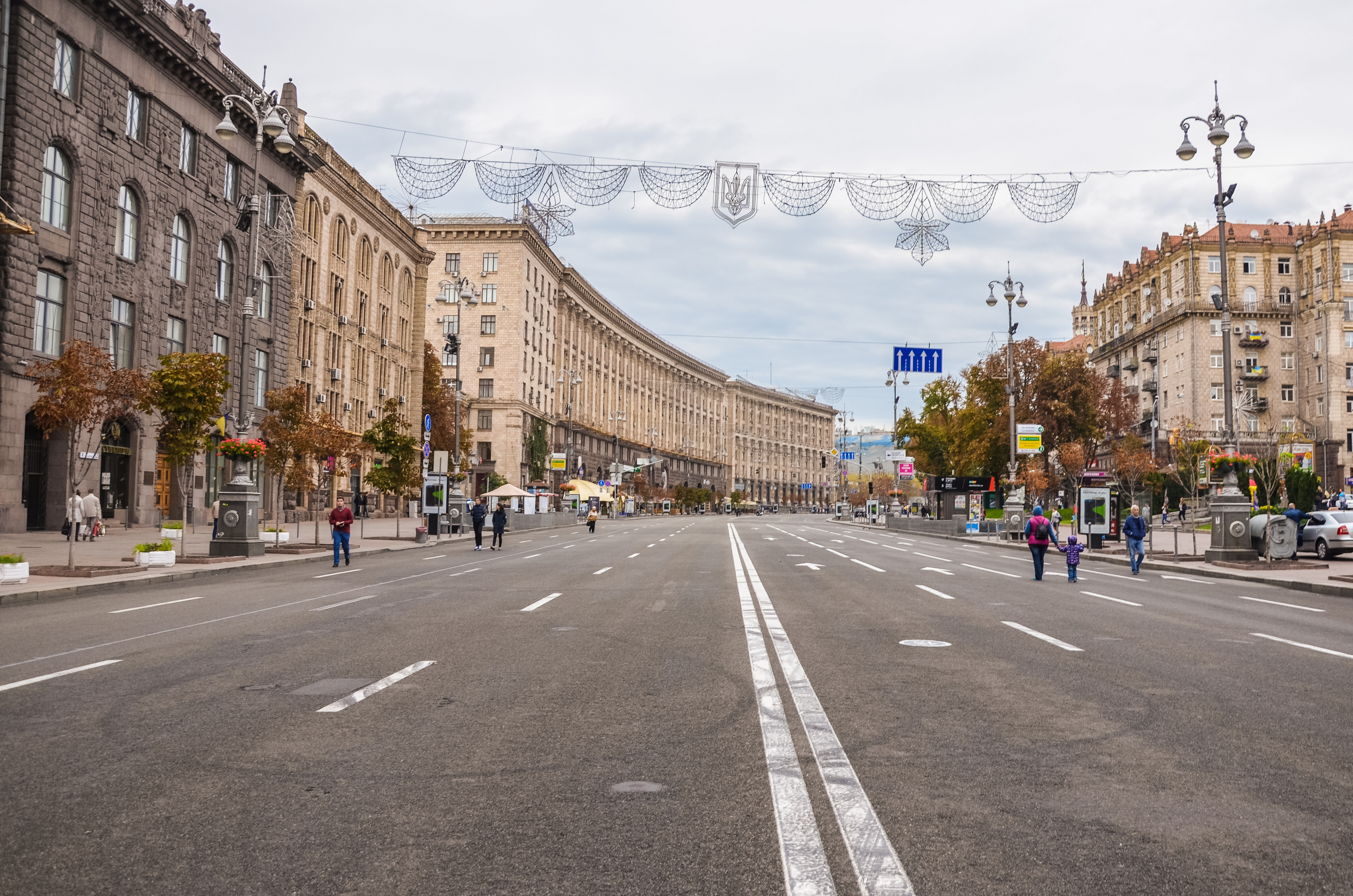
Хрещатик
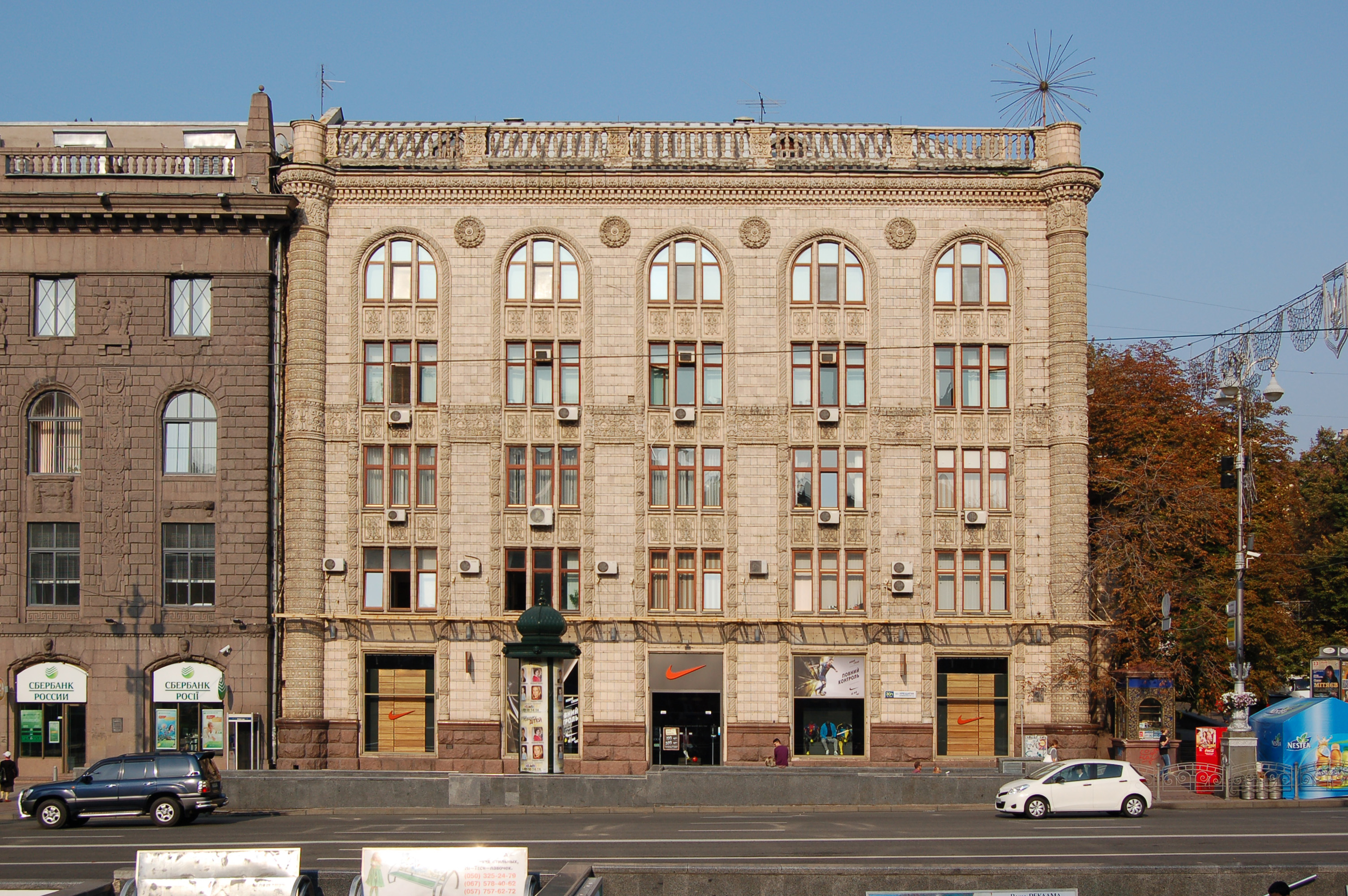
Будинок міністерства лісового господарства УРСР, Хрещатик, 30
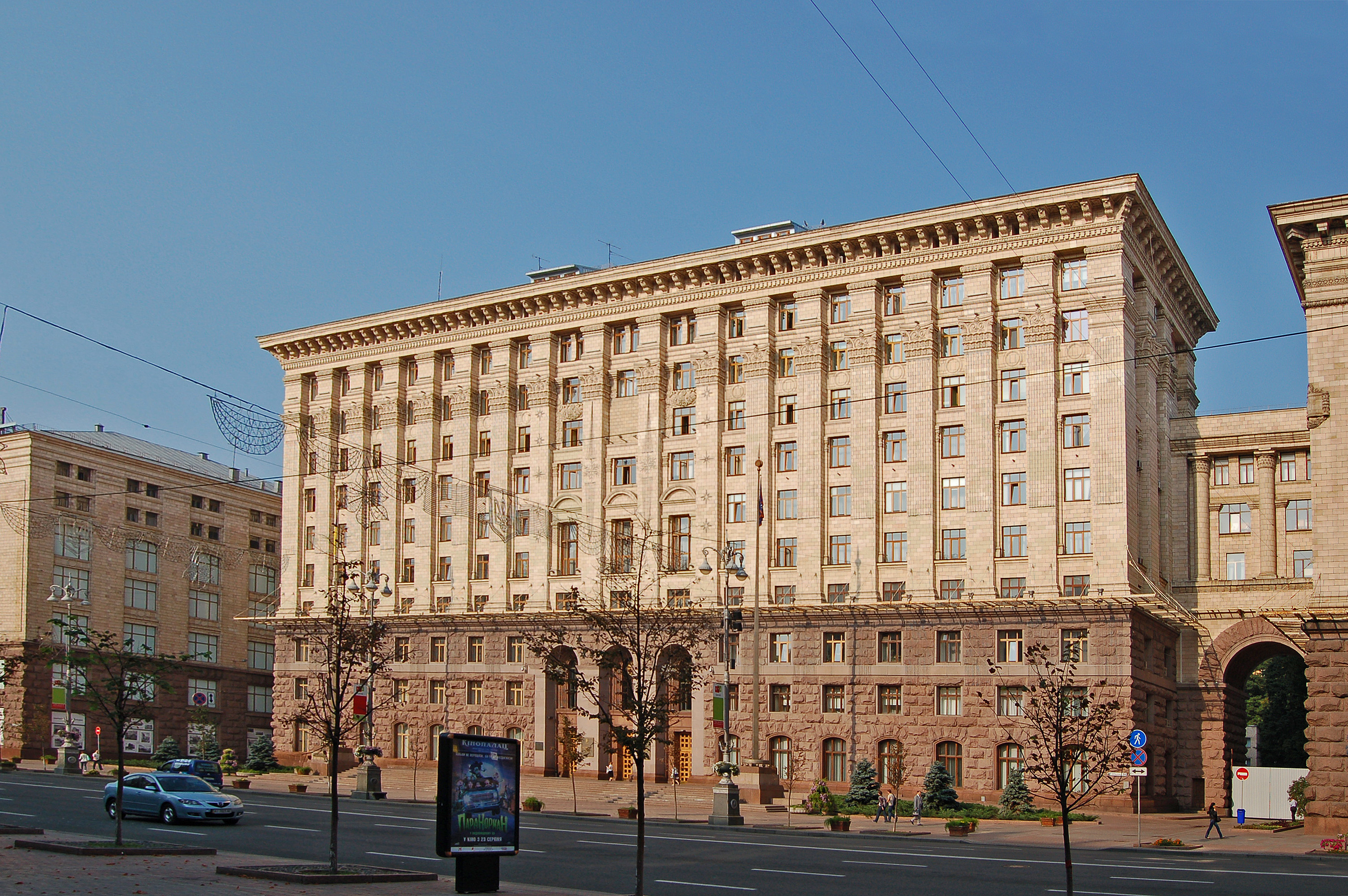
Будинок Київської міської Ради народних депутатів, Хрещатик, 36
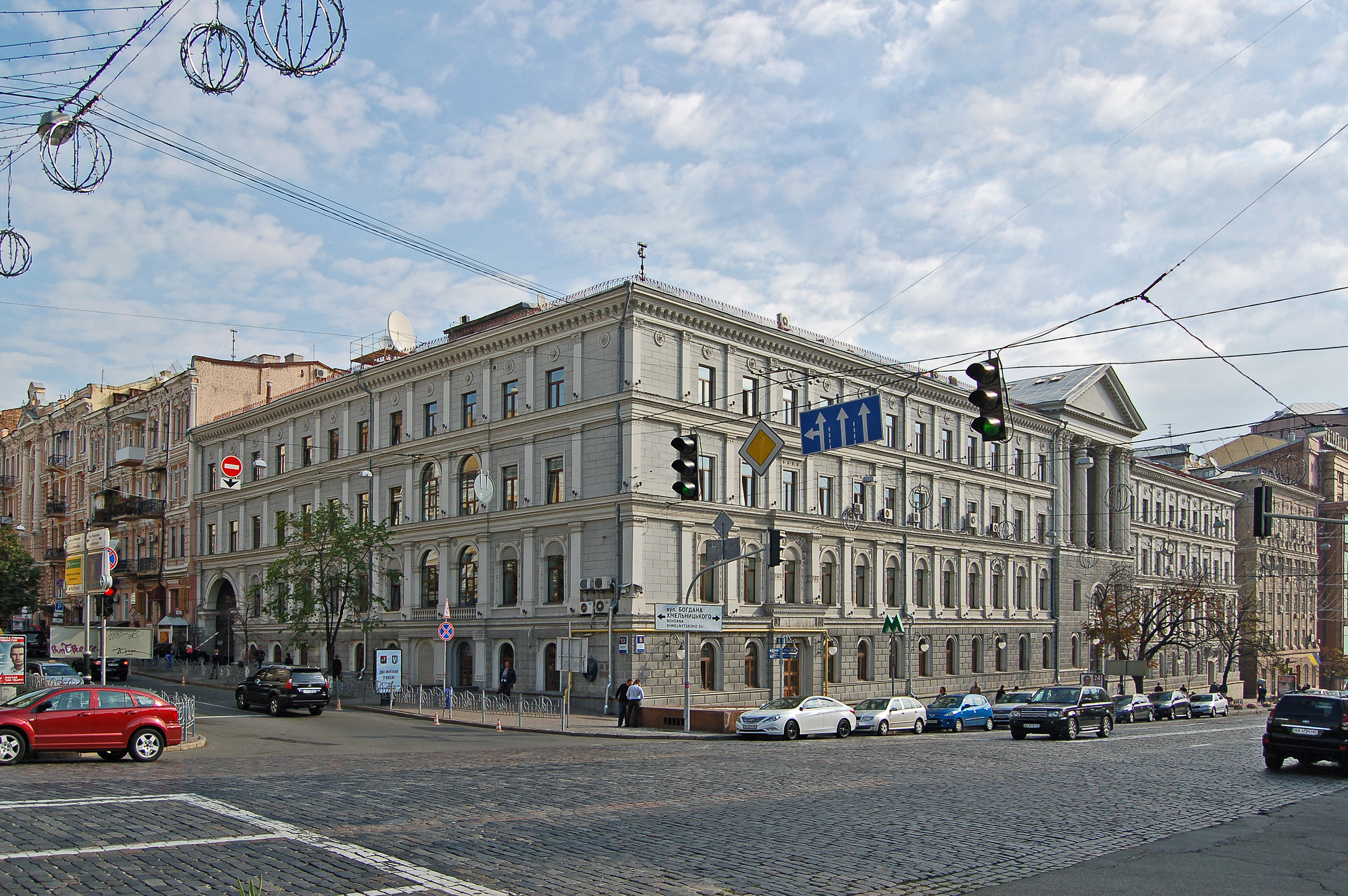
Адміністративна будівля дирекції газопроводу Дашава — Київ
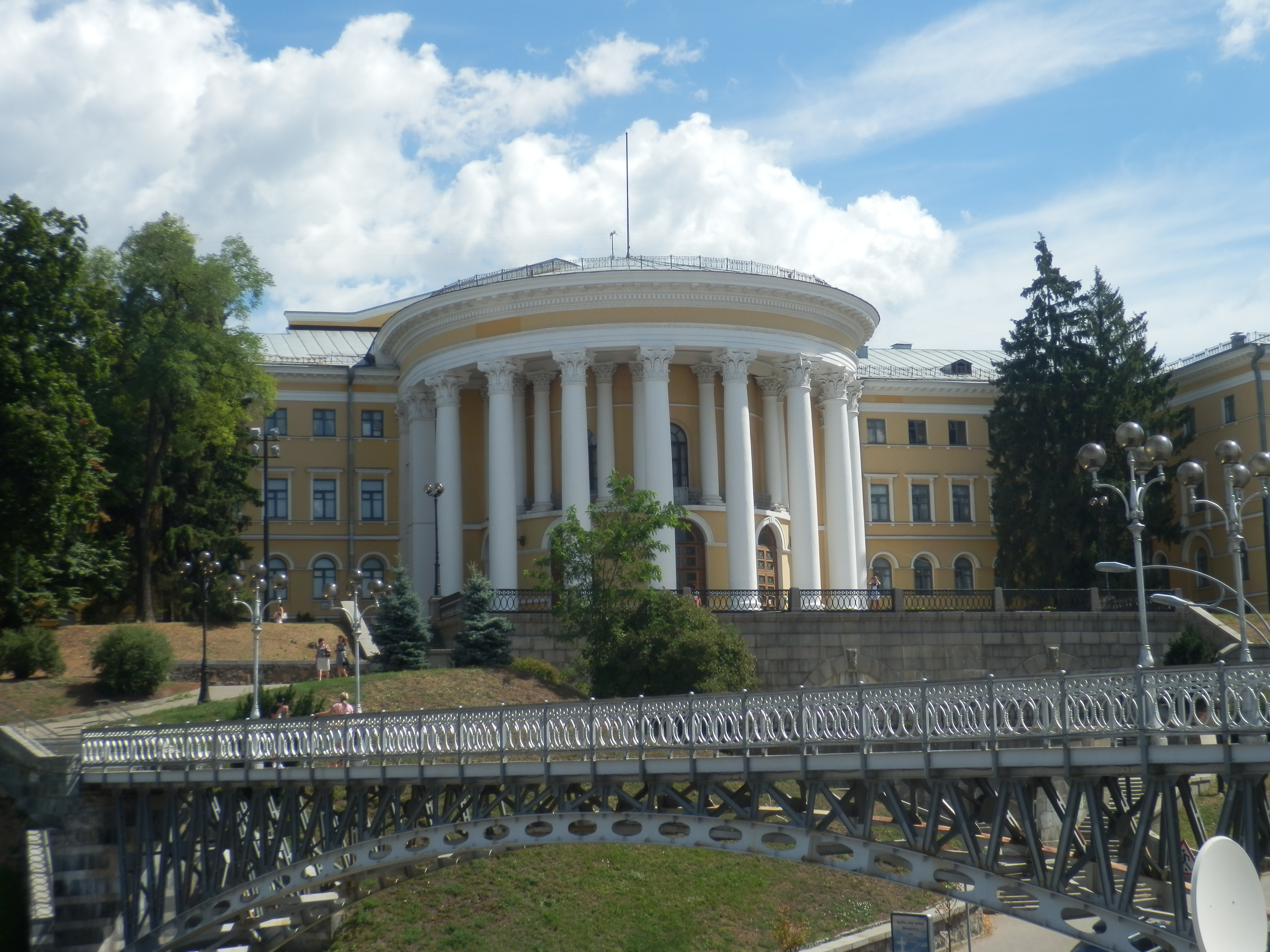
Жовтневий палац
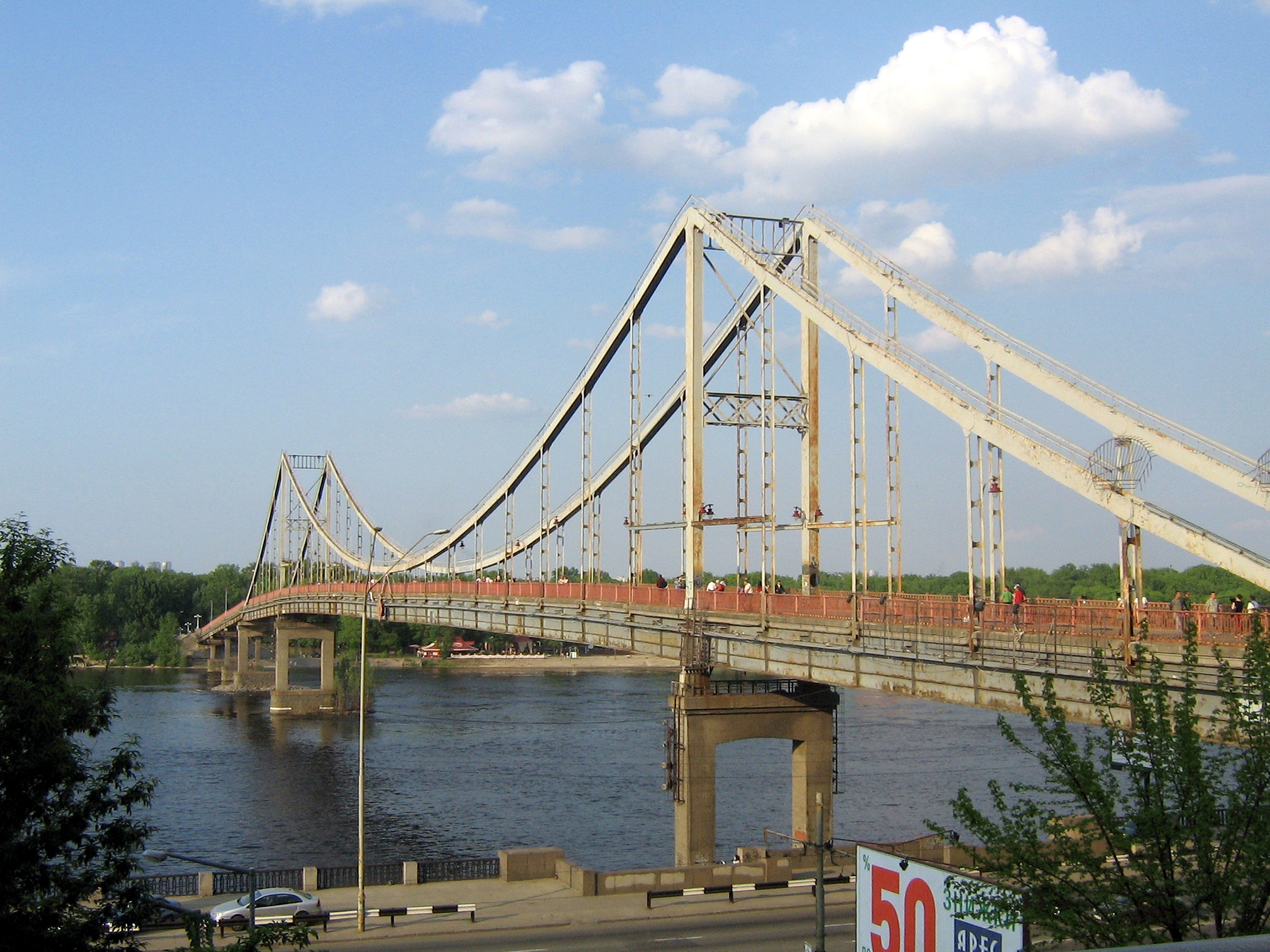
Парковий міст через Дніпро
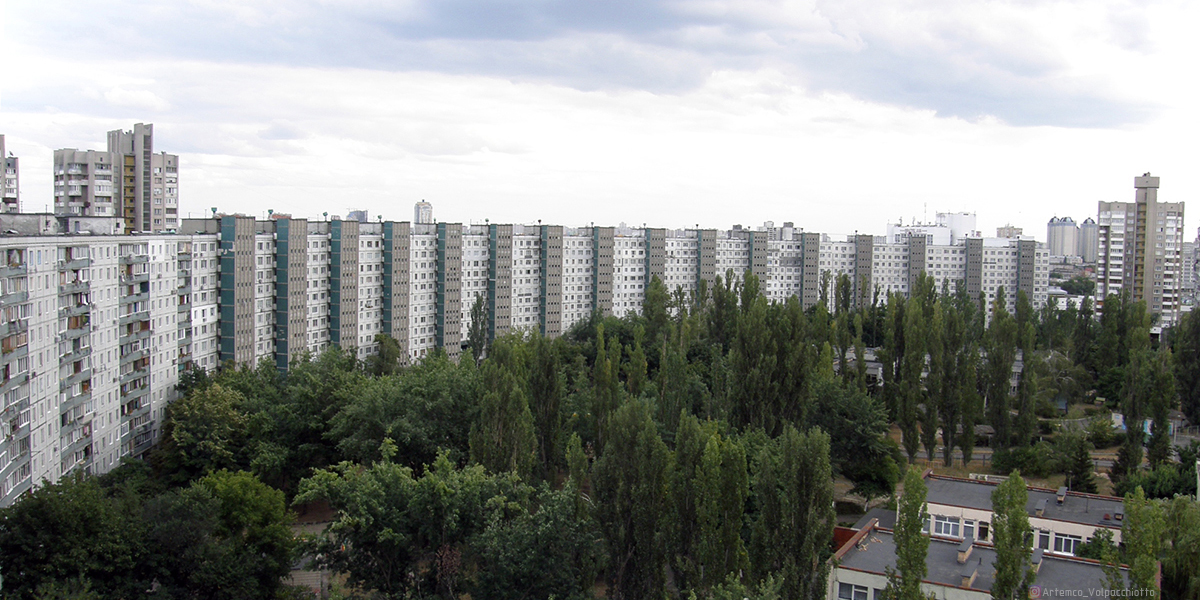
24-під'їздний будинок серії 1-464

## Нагороди
- Орден Жовтневої Революції (1981),
- орден Трудового Червоного Прапора (1977),
- медаль «За доблесну працю» (1970),
- медаль «За оборону Москви» (1945),
- медаль «30 років Перемоги у Великій Вітчизняній війні» (1975),
- медаль «40 років Перемоги у Великій Вітчизняній війні» (1985),
- медаль «Ветеран праці» (1983),
- Золота медаль ВДНГ СРСР (1973, 1977, 1979),
- Почесна Грамота Президії Верховної Ради УРСР (1977).

## Почесні звання
Народний архітектор Української РСР (1984), заслужений будівельник Української РСР (1959), заслужений будівельник Угорської Народної Республіки (1974), заслужений будівельник Узбецької РСР (1978).